# Eddie "Rochester" Anderson

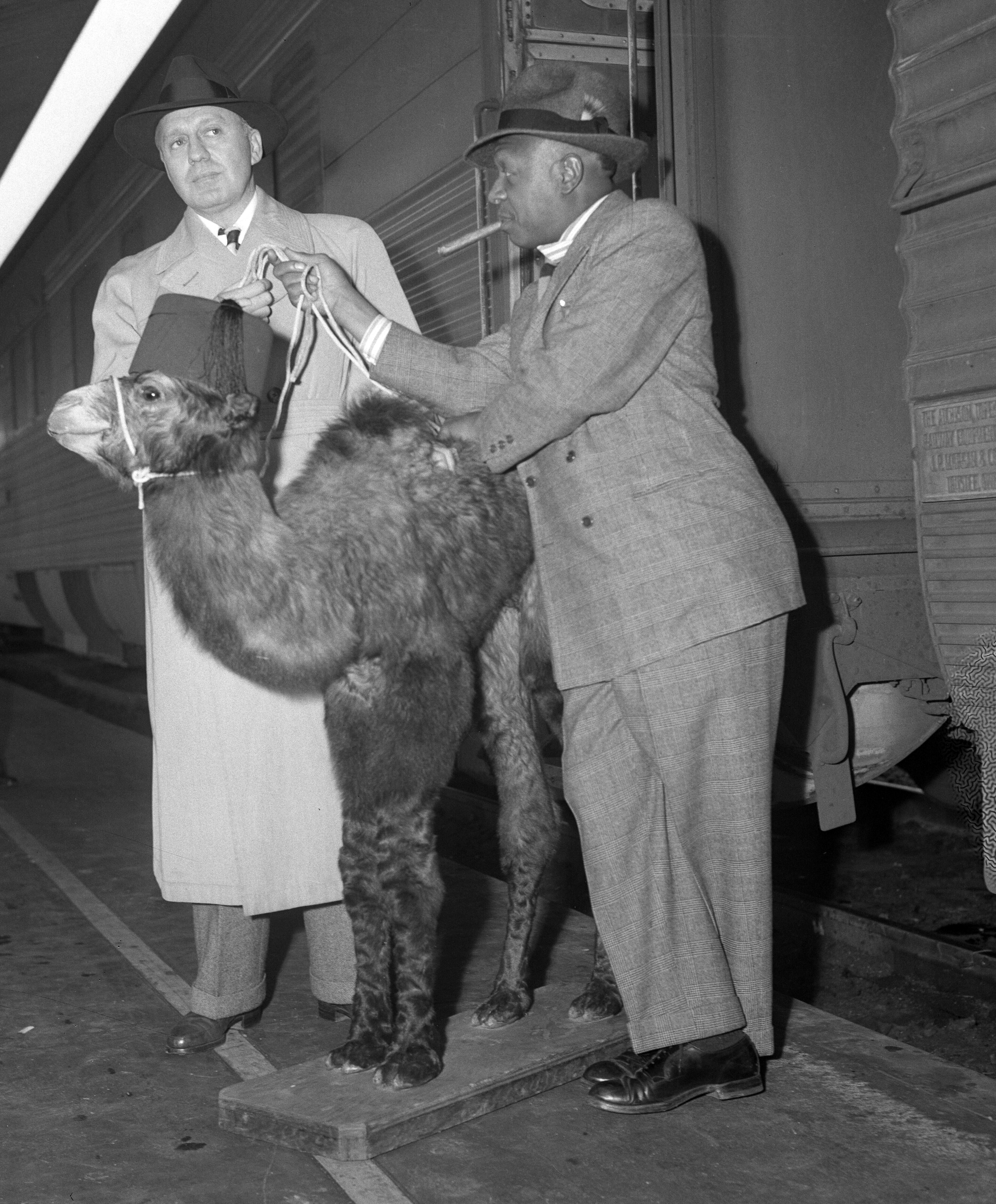
Eddie "Rochester" Anderson (till höger).

Edmund Lincoln "Eddie" Anderson, mer känd som Eddie "Rochester" Anderson, född 18 september 1905 i Oakland i Kalifornien, död 28 februari 1977 i Los Angeles i Kalifornien, var en amerikansk skådespelare och underhållare.
Hans far var underhållare i minstrelshower, hans mor var f.d. lindansare. Anderson började sin karriär som 14-åring i en revybalett. Han bildade sedan en trio tillsammans med en bror och en god vän, och turnerade i USA i olika varietéer.
Han hade småroller i olika filmer från 1932, men hans stora genombrott kom påskdagen 1937, då han anlitades av komikern Jack Benny för ett framträdande i en radioshow. Denna blev en enorm succé och början till ett livslångt professionellt partnerskap mellan Anderson och Benny, där Anderson spelade Bennys butler.
Med sin raspiga röst och ”rullande” ögon var Anderson mycket populär under 1930- och 1940-talen.
Anderson har för sitt arbete inom radio förärats med en stjärna på Hollywood Walk of Fame vid adressen 6513 Hollywood Blvd.

## Filmografi
- 1932 – What Price Hollywood?
- 1936 – Guds gröna ängar
- 1938 – Komedin om oss människor
- 1938 – Skandalen kring Julie
- 1939 – Borta med vinden
- 1939 – Mej lurar ni inte
- 1941 – En förbryllande natt
- 1942 – Manhattan
- 1943 – Svart extas
- 1945 – En stackars miljonär
- 1953–1965 – The Jack Benny Show (TV-serie)
- 1963 – En ding, ding, ding, ding värld